# Wahl zum 18. Landtag von Baden-Württemberg

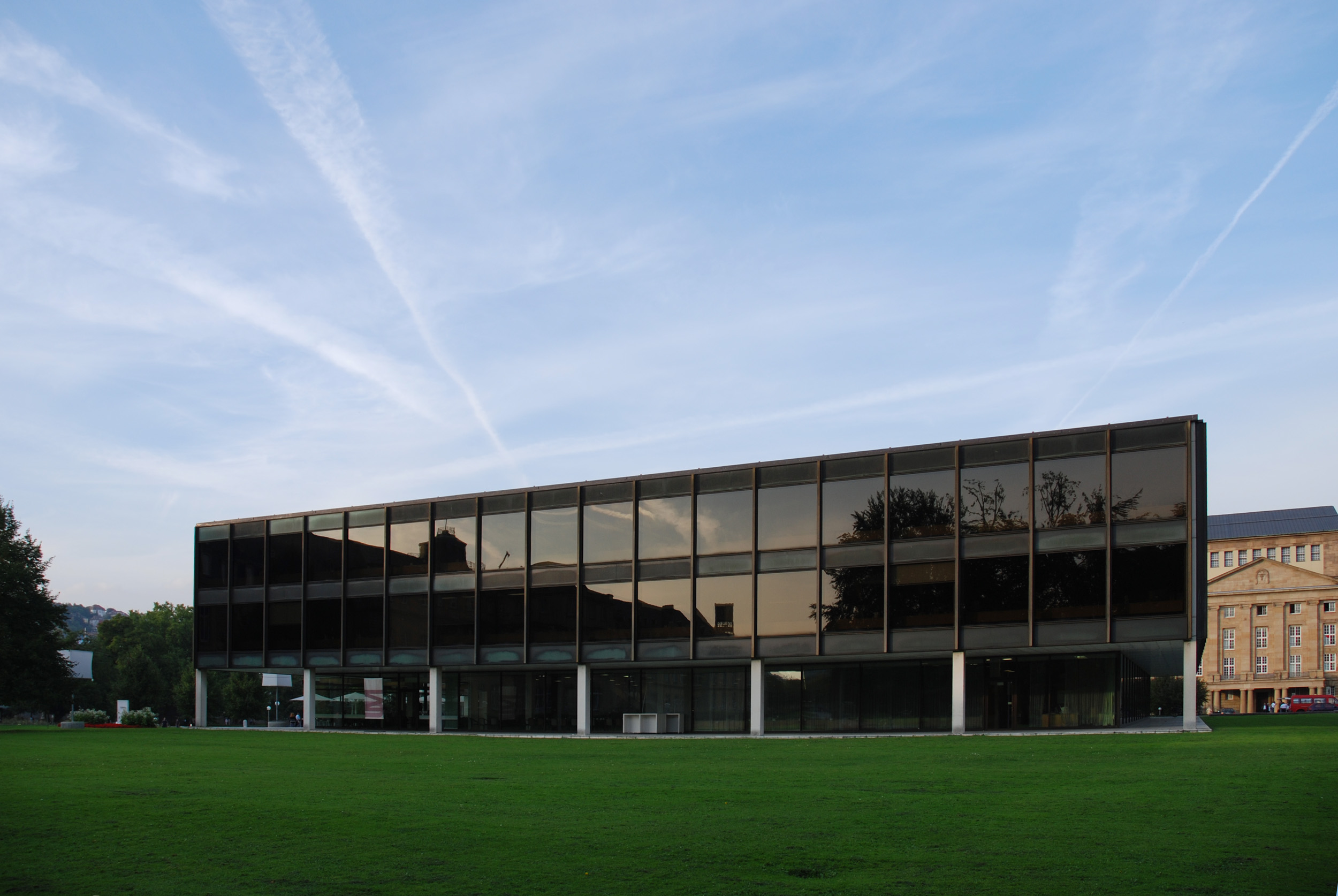
Landtag von Baden-Württemberg in Stuttgart

Wahlbeteiligung und Landtagswahlergebnisse der fünf größten Parteien bis 2021

Die Wahl zum 18. Landtag von Baden-Württemberg wird am 8. März 2026 stattfinden. Es kommt erstmals ein neues Wahlrecht zur Anwendung, welches außer der Erststimme zusätzlich das von Bundestagswahlen bekannte System mit Zweitstimme für Landeslisten einführt.

## Organisation

### Termine
Gemäß Artikel 30 Absatz 2 der Verfassung des Landes Baden-Württemberg muss die Wahl vor Ablauf der fünfjährigen Wahlperiode stattfinden, sofern es nicht zu einer Landtagsauflösung kommt. Die Wahlperiode des 2021 gewählten Landtags endet am 30. April 2026. Im März 2025 gab Innenminister Thomas Strobl den 8. März 2026 als voraussichtlichen Wahltermin bekannt.
Am selben Tag finden auch die Kommunalwahlen in Bayern statt.

### Wahlrecht
Die 70 Landtagswahlkreise, die Sperrklausel von fünf Prozent und die Sitzverteilung nach Sainte-Laguë-Verfahren bleiben bestehen, ebenso etwaige Überhangmandate aus Wahlkreissiegen und daraus resultierende Ausgleichsmandate, so dass sich wieder eine landesweit proportionale Verteilung ergibt. Die Grundgröße des Landtags bleibt bei 120 Sitzen, diese Anzahl ist nicht so festgeschrieben wie die Größe des Bundestages seit 2025 (630 Sitze). 2021 wurden 154 Sitze vergeben.
Durch Gesetz vom 26. April 2022 wurde das Landtagswahlrecht an das der meisten anderen Bundesländer angepasst und Erst- und Zweitstimme analog zum Bundestagswahlrecht eingeführt. Erringen Parteien weniger Sitze in den Wahlkreisen, als ihnen aufgrund ihres Zweitstimmenergebnisses zustehen, erhalten sie die restlichen Sitze über die neu eingeführten Landeslisten anstatt über die besten Wahlkreisergebnisse. Das Mindestalter für das aktive Wahlrecht wurde auf 16 Jahre gesenkt.

### Wahlvorschläge
Landeslisten können nur Parteien einreichen. In den Wahlkreisen können Kreiswahlvorschläge von Parteien und Einzelbewerbern eingereicht werden. Landeslisten und Kreiswahlvorschläge sind bis zum 75. Tag vor der Wahl einzureichen, also dem 23. Dezember 2025. Über ihre Zulassung wird am 58. Tag vor der Wahl entschieden. Mit einer Landesliste sind 2000 und mit einem Kreiswahlvorschlag 150 Unterstützungsunterschriften von Wahlberechtigten einzureichen. Parteien, die seit der letzten Landtagswahl ununterbrochen mit mindestens fünf Abgeordneten im Landtag vertreten waren, benötigen keine Unterstützungsunterschriften. Die Bewerber von Parteien sind innerhalb von 15 Monaten vor Ablauf der Wahlperiode geheim in einer Mitglieder- oder Vertreterversammlung aufzustellen. Erfolgt die Bewerberaufstellung durch eine Vertreterversammlung, sind diese innerhalb von 18 Monaten vor Ablauf der Wahlperiode zu wählen.

## Ausgangslage

### Vorherige Wahl 2021
Bei der Landtagswahl 2021 wurden die Grünen unter Führung von Ministerpräsident Winfried Kretschmann stärkste Kraft mit 32,6 Prozent, was das bundesweit historisch beste Ergebnis bei einer Landtagswahl für die Grünen darstellte. Der Koalitionspartner CDU erreichte mit 24,1 Prozent das niedrigste Ergebnis seiner Geschichte.
Auch die SPD erreichte mit 11 Prozent ihr historisch niedrigstes Ergebnis, wurde jedoch wieder drittstärkste Kraft. Die FDP erreichte eines ihrer besten Ergebnisse mit 10,5 Prozent. Die AfD hat starke Verluste verzeichnet und wurde mit 9,7 Prozent die kleinste Fraktion im Landtag.
Diskutiert wurden nach der Wahl eine Fortsetzung der grün-schwarzen „Kiwi-Koalition“ oder einer Ampelkoalition aus Grünen, SPD und FDP. Am 3. April 2021 einigten sich Grüne und CDU auf die Aufnahme von Koalitionsverhandlungen. Teile der Grünen favorisierten jedoch eine Ampelkoalition. Ministerpräsident Winfried Kretschmann hingegen bevorzugte die Fortsetzung der bisherigen Koalition mit der CDU und setzte sich durch.
Am 12. Mai 2021 wurde Winfried Kretschmann mit 95 Stimmen erneut zum Ministerpräsidenten gewählt. Er erhielt fünf Stimmen weniger, als die Regierungskoalition über Sitze verfügt.
Ministerpräsident Kretschmann tritt bei der Landtagswahl 2026 nicht erneut an.

### Bisher im Landtag vertretene Parteien
| Fraktion/Landesverband | Fraktion/Landesverband                      | Kurzbe- zeichnung | Sitze (154) | Sitze (154)     |
| Fraktion/Landesverband | Fraktion/Landesverband                      | Kurzbe- zeichnung | Wahl 2021   | Stand 25.2.2025 |
| ---------------------- | ------------------------------------------- | ----------------- | ----------- | --------------- |
|                        | Bündnis 90/Die Grünen                       | Grüne             | 58          | 57              |
|                        | Christlich-Demokratische Union Deutschlands | CDU               | 42          | 43              |
|                        | Sozialdemokratische Partei Deutschlands     | SPD               | 19          | 19              |
|                        | Freie Demokratische Partei                  | FDP/DVP           | 18          | 18              |
|                        | Alternative für Deutschland                 | AfD               | 17          | 17              |

### Spitzenkandidaten
Im Mai 2025 wählte der Landesparteitag der Grünen Cem Özdemir, der nie Landtagsabgeordneter war, zum Spitzenkandidaten. Ebenfalls im Mai 2025 wurden Manuel Hagel (CDU) und Andreas Stoch (SPD) von ihren Parteien zu Spitzenkandidaten gewählt. Hans-Ulrich Rülke wurde im Juli 2025 erneut zum Spitzenkandidaten der FDP gewählt. Landeschef Markus Frohnmaier (AfD) führt seine Partei als Spitzenkandidat in den Wahlkampf, kandidiert aber nicht für den Landtag; an der Spitze der Landesliste kandidiert Emil Sänze.

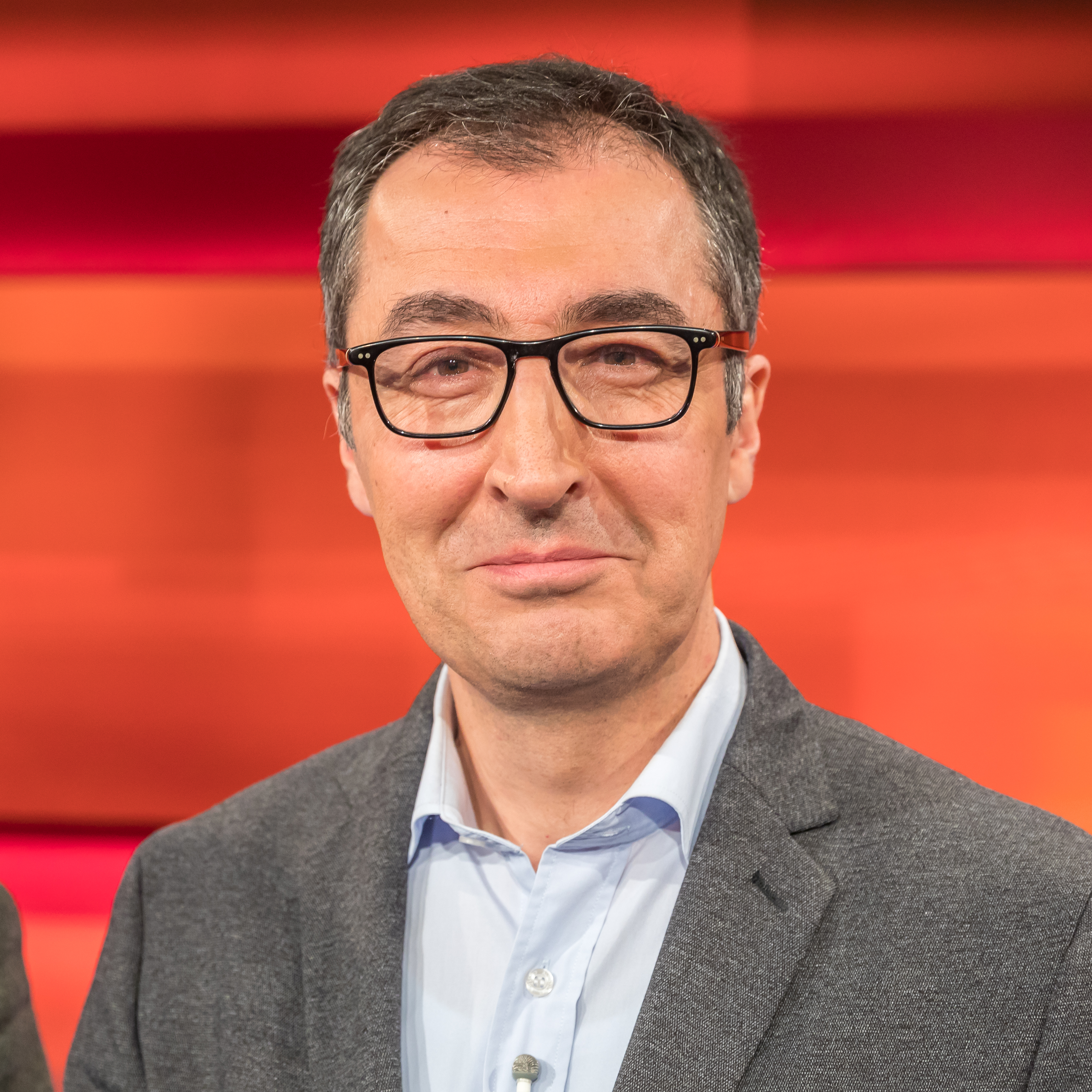
Cem Özdemir (Grüne)
Manuel Hagel (CDU)
Andreas Stoch (SPD)
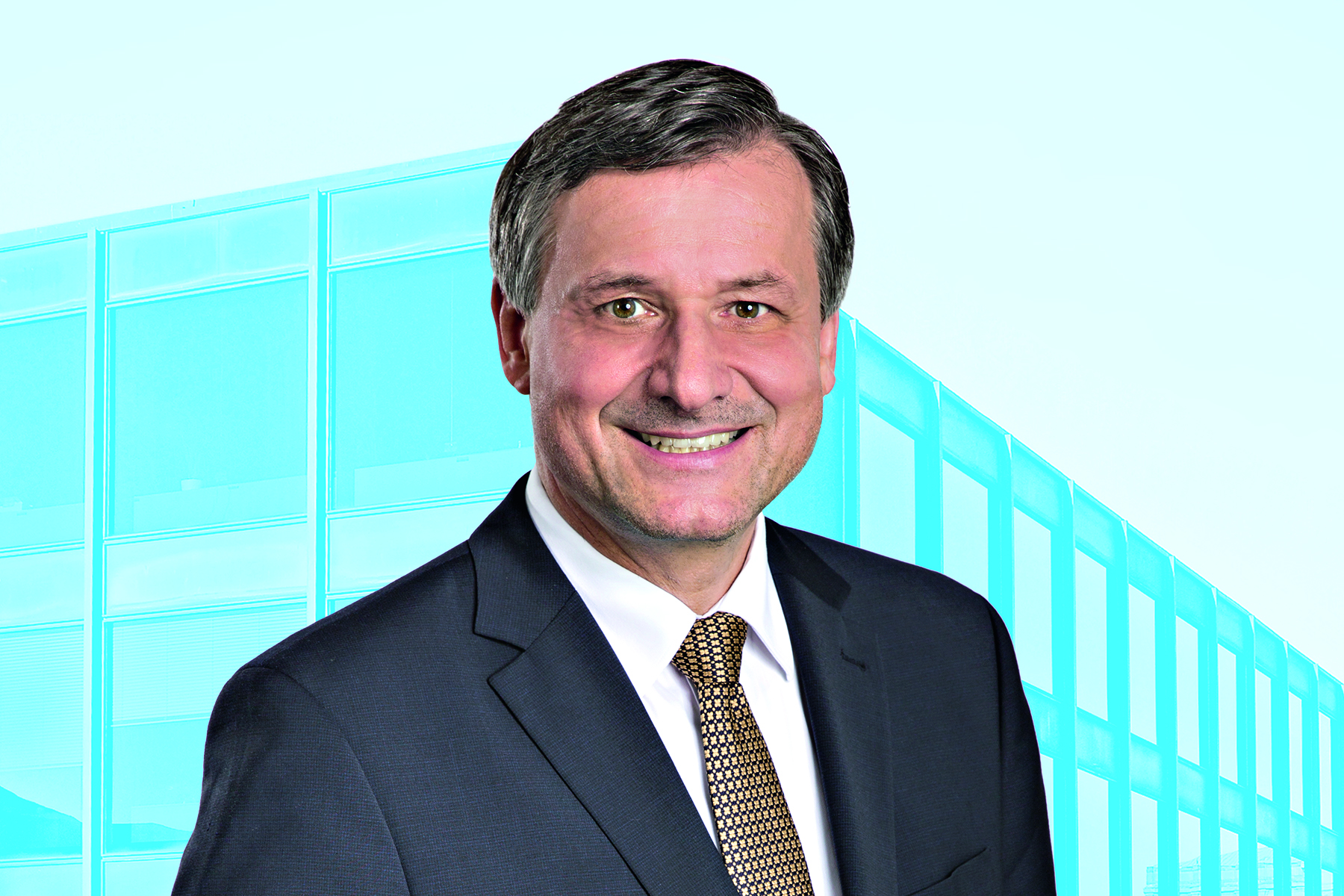
Hans-Ulrich Rülke (FDP)

#### Verlauf

Verläufe der Umfragewerte von der Wahl 2021 bis Mai 2025

## Umfragen

### Sonntagsfrage
| \| Institut \| Datum \| Grüne \| CDU \| SPD \| FDP \| AfD \| Linke \| FW \| BSW \| Sonst. \| \| ------------------- \| ---------- \| ------ \| ------ \| ------ \| ------ \| ------ \| ----- \| ----- \| ----- \| ------ \| \| INSA[15] \| 15.08.2024 \| 19 % \| 31 % \| 11 % \| 7 % \| 16 % \| 3 % \| — \| 8 % \| 5 % \| \| INSA[15] \| 13.06.2024 \| 19 % \| 30 % \| 12 % \| 7 % \| 15 % \| 3 % \| — \| 7 % \| 7 % \| \| Europawahl \| 09.06.2024 \| 13,8 % \| 32,0 % \| 11,6 % \| 6,8 % \| 14,7 % \| 1,9 % \| 3,8 % \| 4,5 % \| 10,9 % \| \| Infratest dimap[15] \| 16.05.2024 \| 22 % \| 32 % \| 11 % \| 7 % \| 14 % \| — \| 3 % \| 4 % \| 7 % \| \| INSA[15] \| 21.03.2024 \| 23 % \| 30 % \| 11 % \| 7 % \| 16 % \| 3 % \| — \| 7 % \| 3 % \| \| Infratest dimap[15] \| 18.01.2024 \| 22 % \| 32 % \| 9 % \| 7 % \| 18 % \| — \| 3 % \| — \| 9 % \| \| Infratest dimap[15] \| 27.09.2023 \| 22 % \| 29 % \| 12 % \| 8 % \| 20 % \| — \| — \| — \| 9 % \| \| Infratest dimap[15] \| 20.07.2023 \| 24 % \| 26 % \| 13 % \| 7 % \| 19 % \| — \| — \| — \| 11 % \| \| INSA[15] \| 03.04.2023 \| 28 % \| 27 % \| 13 % \| 9 % \| 12 % \| 3 % \| — \| — \| 8 % \| \| Infratest dimap[15] \| 23.03.2023 \| 26 % \| 27 % \| 15 % \| 10 % \| 12 % \| — \| — \| — \| 10 % \| \| INSA[15] \| 02.11.2022 \| 26 % \| 28 % \| 13 % \| 10 % \| 13 % \| 3 % \| — \| — \| 7 % \| \| Infratest dimap[15] \| 27.10.2022 \| 27 % \| 26 % \| 15 % \| 9 % \| 13 % \| 3 % \| — \| — \| 7 % \| \| INSA[15] \| 13.07.2022 \| 29 % \| 26 % \| 14 % \| 11 % \| 10 % \| 3 % \| — \| — \| 7 % \| \| Infratest dimap[15] \| 21.04.2022 \| 28 % \| 26 % \| 15 % \| 11 % \| 9 % \| 3 % \| — \| — \| 8 % \| \| INSA[15] \| 06.04.2022 \| 25 % \| 23 % \| 19 % \| 11 % \| 10 % \| 3 % \| — \| — \| 9 % \| \| Infratest dimap[15] \| 10.03.2022 \| 27 % \| 24 % \| 18 % \| 13 % \| 9 % \| 3 % \| — \| — \| 6 % \| \| Infratest dimap[15] \| 20.01.2022 \| 26 % \| 23 % \| 16 % \| 12 % \| 11 % \| 4 % \| — \| — \| 8 % \| \| Infratest dimap[15] \| 14.10.2021 \| 27 % \| 17 % \| 20 % \| 15 % \| 9 % \| 3 % \| — \| — \| 9 % \| \| INSA[15] \| 12.10.2021 \| 24 % \| 20 % \| 21 % \| 16 % \| 9 % \| 3 % \| — \| — \| 7 % \| \| Bundestagswahl \| 26.09.2021 \| 17,2 % \| 24,8 % \| 21,6 % \| 15,3 % \| 9,6 % \| 3,3 % \| 1,7 % \| — \| 6,5 % \| |            |        |        |        |        |        |       |       |       |        |
| Institut | Datum      | Grüne  | CDU    | SPD    | FDP    | AfD    | Linke | FW    | BSW   | Sonst. |
| INSA | 15.08.2024 | 19 %   | 31 %   | 11 %   | 7 %    | 16 %   | 3 %   | —     | 8 %   | 5 %    |
| INSA | 13.06.2024 | 19 %   | 30 %   | 12 %   | 7 %    | 15 %   | 3 %   | —     | 7 %   | 7 %    |
| Europawahl | 09.06.2024 | 13,8 % | 32,0 % | 11,6 % | 6,8 %  | 14,7 % | 1,9 % | 3,8 % | 4,5 % | 10,9 % |
| Infratest dimap | 16.05.2024 | 22 %   | 32 %   | 11 %   | 7 %    | 14 %   | —     | 3 %   | 4 %   | 7 %    |
| INSA | 21.03.2024 | 23 %   | 30 %   | 11 %   | 7 %    | 16 %   | 3 %   | —     | 7 %   | 3 %    |
| Infratest dimap | 18.01.2024 | 22 %   | 32 %   | 9 %    | 7 %    | 18 %   | —     | 3 %   | —     | 9 %    |
| Infratest dimap | 27.09.2023 | 22 %   | 29 %   | 12 %   | 8 %    | 20 %   | —     | —     | —     | 9 %    |
| Infratest dimap | 20.07.2023 | 24 %   | 26 %   | 13 %   | 7 %    | 19 %   | —     | —     | —     | 11 %   |
| INSA | 03.04.2023 | 28 %   | 27 %   | 13 %   | 9 %    | 12 %   | 3 %   | —     | —     | 8 %    |
| Infratest dimap | 23.03.2023 | 26 %   | 27 %   | 15 %   | 10 %   | 12 %   | —     | —     | —     | 10 %   |
| INSA | 02.11.2022 | 26 %   | 28 %   | 13 %   | 10 %   | 13 %   | 3 %   | —     | —     | 7 %    |
| Infratest dimap | 27.10.2022 | 27 %   | 26 %   | 15 %   | 9 %    | 13 %   | 3 %   | —     | —     | 7 %    |
| INSA | 13.07.2022 | 29 %   | 26 %   | 14 %   | 11 %   | 10 %   | 3 %   | —     | —     | 7 %    |
| Infratest dimap | 21.04.2022 | 28 %   | 26 %   | 15 %   | 11 %   | 9 %    | 3 %   | —     | —     | 8 %    |
| INSA | 06.04.2022 | 25 %   | 23 %   | 19 %   | 11 %   | 10 %   | 3 %   | —     | —     | 9 %    |
| Infratest dimap | 10.03.2022 | 27 %   | 24 %   | 18 %   | 13 %   | 9 %    | 3 %   | —     | —     | 6 %    |
| Infratest dimap | 20.01.2022 | 26 %   | 23 %   | 16 %   | 12 %   | 11 %   | 4 %   | —     | —     | 8 %    |
| Infratest dimap | 14.10.2021 | 27 %   | 17 %   | 20 %   | 15 %   | 9 %    | 3 %   | —     | —     | 9 %    |
| INSA | 12.10.2021 | 24 %   | 20 %   | 21 %   | 16 %   | 9 %    | 3 %   | —     | —     | 7 %    |
| Bundestagswahl | 26.09.2021 | 17,2 % | 24,8 % | 21,6 % | 15,3 % | 9,6 %  | 3,3 % | 1,7 % | —     | 6,5 %  |

| Institut        | Datum      | Grüne  | CDU    | SPD    | FDP    | AfD    | Linke | FW    | BSW   | Sonst. |
| --------------- | ---------- | ------ | ------ | ------ | ------ | ------ | ----- | ----- | ----- | ------ |
| INSA            | 15.08.2024 | 19 %   | 31 %   | 11 %   | 7 %    | 16 %   | 3 %   | —     | 8 %   | 5 %    |
| INSA            | 13.06.2024 | 19 %   | 30 %   | 12 %   | 7 %    | 15 %   | 3 %   | —     | 7 %   | 7 %    |
| Europawahl      | 09.06.2024 | 13,8 % | 32,0 % | 11,6 % | 6,8 %  | 14,7 % | 1,9 % | 3,8 % | 4,5 % | 10,9 % |
| Infratest dimap | 16.05.2024 | 22 %   | 32 %   | 11 %   | 7 %    | 14 %   | —     | 3 %   | 4 %   | 7 %    |
| INSA            | 21.03.2024 | 23 %   | 30 %   | 11 %   | 7 %    | 16 %   | 3 %   | —     | 7 %   | 3 %    |
| Infratest dimap | 18.01.2024 | 22 %   | 32 %   | 9 %    | 7 %    | 18 %   | —     | 3 %   | —     | 9 %    |
| Infratest dimap | 27.09.2023 | 22 %   | 29 %   | 12 %   | 8 %    | 20 %   | —     | —     | —     | 9 %    |
| Infratest dimap | 20.07.2023 | 24 %   | 26 %   | 13 %   | 7 %    | 19 %   | —     | —     | —     | 11 %   |
| INSA            | 03.04.2023 | 28 %   | 27 %   | 13 %   | 9 %    | 12 %   | 3 %   | —     | —     | 8 %    |
| Infratest dimap | 23.03.2023 | 26 %   | 27 %   | 15 %   | 10 %   | 12 %   | —     | —     | —     | 10 %   |
| INSA            | 02.11.2022 | 26 %   | 28 %   | 13 %   | 10 %   | 13 %   | 3 %   | —     | —     | 7 %    |
| Infratest dimap | 27.10.2022 | 27 %   | 26 %   | 15 %   | 9 %    | 13 %   | 3 %   | —     | —     | 7 %    |
| INSA            | 13.07.2022 | 29 %   | 26 %   | 14 %   | 11 %   | 10 %   | 3 %   | —     | —     | 7 %    |
| Infratest dimap | 21.04.2022 | 28 %   | 26 %   | 15 %   | 11 %   | 9 %    | 3 %   | —     | —     | 8 %    |
| INSA            | 06.04.2022 | 25 %   | 23 %   | 19 %   | 11 %   | 10 %   | 3 %   | —     | —     | 9 %    |
| Infratest dimap | 10.03.2022 | 27 %   | 24 %   | 18 %   | 13 %   | 9 %    | 3 %   | —     | —     | 6 %    |
| Infratest dimap | 20.01.2022 | 26 %   | 23 %   | 16 %   | 12 %   | 11 %   | 4 %   | —     | —     | 8 %    |
| Infratest dimap | 14.10.2021 | 27 %   | 17 %   | 20 %   | 15 %   | 9 %    | 3 %   | —     | —     | 9 %    |
| INSA            | 12.10.2021 | 24 %   | 20 %   | 21 %   | 16 %   | 9 %    | 3 %   | —     | —     | 7 %    |
| Bundestagswahl  | 26.09.2021 | 17,2 % | 24,8 % | 21,6 % | 15,3 % | 9,6 %  | 3,3 % | 1,7 % | —     | 6,5 %  |

### Direktwahl Ministerpräsident
| Institut        | Datum      | Cem Özdemir (Grüne) | Manuel Hagel (CDU) | Markus Frohnmaier (AfD) | keiner der Abgefragten |
| --------------- | ---------- | ------------------- | ------------------ | ----------------------- | ---------------------- |
| Infratest dimap | 15.05.2025 | 39 %                | 18 %               | 7 %                     | 36 %                   |